# Schendylops andesicola
Schendylops andesicola är en mångfotingart som först beskrevs av Chamberlin 1957.  Schendylops andesicola ingår i släktet Schendylops och familjen småjordkrypare.
Artens utbredningsområde är Ecuador. Inga underarter finns listade i Catalogue of Life.